# 野方 (福岡市)
野方（）は、福岡県福岡市西区の地名。現行の行政地名は、大字野方及び野方一丁目から七丁目まで。面積は233.12ヘクタール。2022年3月末現在の人口は10,952人。郵便番号は819-0043。

## 地理
福岡市の都心とされる中央区天神の西南西約10キロメートル、西区の東部に位置する。野方一丁目から七丁目までについては、北で西の丘（）、拾六町（）及び拾六町団地（）と、東で壱岐団地（）及び戸切（）と、南で大字羽根戸（）と、西で生松台（）と隣接し、大字野方については、北で大字拾六町（）と、東で生松台と、南で大字羽根戸と、西で今宿上ノ原（）と隣接している。
つまり、もとは「野方」に含まれていた土地の一部において土地区画整理事業により住宅地として造成された生松台の区域が大字野方と野方各丁目の間に挟まっている。
| 野方一丁目から七丁目までの地図 | 大字野方の地図 |

### 河川
町域に流れる河川は次の通り。すべて十郎川水系の河川である。
- 十郎川（）[注釈 2]
- 野方川（）[注釈 3]

### 都市計画
都市計画に関しては、「福岡市都市計画マスタープラン」において定められた方針については次のとおりである。幹線道路である福岡県道561号周船寺有田線の沿道は、商業、業務、サービス施設や中高層住宅などが連続した「沿道軸」に位置付けられている。十郎川の河川沿いが散策・憩いの場となるとともに、緑と広がりのある景観が連続したゆとりと潤いのある水辺空間として「河川緑地軸」に位置付けられている。土地利用については、野方一丁目から六丁目までの大部分が戸建住宅などの低層住宅を主とする「低層住宅ゾーン」に位置付けられ、老朽化した住宅などの課題への対応や狭隘道路の改善などがまちづくりの視点とされている。また、課題としては、一部の地区で幅員4メートル未満の狭隘道路が多く、築30年以上の木造建築物も多いため、災害時の安全性などの面で課題となっている。野方六丁目のうち南西の一部分が中高層住宅なども立地する「低中層住宅ゾーン」に位置付けられ、低層住宅と中層住宅の調和などがまちづくりの視点とされている。野方七丁目の東側が市街化調整区域内で農地が広がり農村集落などが分布する「農業・集落ゾーン」に位置付けられ、農地や集落環境の保全などがまちづくりの視点とされている。大字野方の大部分が緑豊かな山並みなどの「山地・丘陵地」に位置付けられ、無秩序な開発の抑制などがまちづくりの視点とされている。区域区分が市街化区域である区域の用途地域については、福岡県道561号周船寺有田線のうち野方交差点より東側、福岡市道野方金武線のうち野方交差点より南側約200メートルの区間及び福岡市道野方3426号線の道路境界線より概ね30メートルの範囲が近隣商業地域に、福岡県道561号周船寺有田線のうち上記及び野方七丁目を除く区間の道路境界線より概ね30メートルの範囲並びに野方一丁目のうち福岡県道561号周船寺有田線より北側の範囲が第一種中高層住居専用地域に、野方一丁目のうち同線より南側の範囲、野方二丁目から六丁目のうち大部分の範囲が第一種低層住居専用地域に指定されている。また、区域区分が市街化調整区域である区域は、野方七丁目の大部分及び大字野方である。
また、都市緑地法に基づく規制については、野方七丁目において次の2箇所の特別緑地保全地区が指定されており、建築物の建築等の行為について制限がかけられている。
- 野方西特別緑地保全地区[注釈 5]
- 野方特別緑地保全地区[注釈 6]

### 学区
- 中学校 - 福岡市立壱岐中学校（1丁目・6丁目・7丁目の全域および5丁目の一部）・福岡市立壱岐丘中学校（大字野方・2丁目～4丁目の全域および5丁目の一部）[14]
- 小学校 - 福岡市立壱岐小学校（1丁目・6丁目・7丁目の全域および5丁目の一部）・福岡市立壱岐南小学校（大字野方・2丁目～4丁目の全域および5丁目の一部）[14]

## 歴史

### 地名の由来
古代の地名である額田郷・額田駅に由来するという（『続風土記拾遺』）。

### 沿革
- 室町時代〜江戸時代 - 筑前国早良郡内の村として所在[6]。「野片村」の表記もみられる[6]。江戸時代には福岡藩領野芥触に属した[6]。
- 1889年（明治22年） - 合併に伴い、山門村大字野方となる[6]。
- 1891年（明治24年） - 合併に伴い、壱岐村大字野方となる[6]。
- 1941年（昭和16年） - 合併に伴い、福岡市大字野方となる[6]。
- 1975年（昭和50年） - 一部が壱岐団地に編入される[6]。
- 1978年（昭和53年） - 一部が拾六町団地に編入される[6]。
- 1986年（昭和61年） - 住居表示を実施、大字野方・橋本・戸切・羽根戸・拾六町の各一部により、野方1〜6丁目を編成する[6]。
- 1987年（昭和62年） - 住居表示実施により一部が拾六町1〜5丁目・拾六町団地に編入される[6]。

## 人口
大字野方及び野方一丁目から七丁目までを合わせた人口の推移を福岡市の住民基本台帳（公称町別）に基づき示す（単位：人）。集計時点は各年9月末現在である。
- 2001年（平成13年）：9,774
- 2002年（平成14年）：9,794
- 2003年（平成15年）：9,890
- 2004年（平成16年）：10,029
- 2005年（平成17年）：9,997
- 2006年（平成18年）：10,008
- 2007年（平成19年）：10,006
- 2008年（平成20年）：9,986
- 2009年（平成21年）：10,115
- 2010年（平成22年）：10,198
- 2011年（平成23年）：10,339
- 2012年（平成24年）：10,556
- 2013年（平成25年）：10,775
- 2014年（平成26年）：10,796
- 2015年（平成27年）：10,853
- 2016年（平成28年）：10,921
- 2017年（平成29年）：10,969
- 2018年（平成30年）：11,024
- 2019年（令和元年）：11,003
- 2020年（令和2年）：10,905
- 2021年（令和3年）：10,874
- 2022年（令和4年）：10,969

## 交通

### 道路
- 福岡県道561号

## 施設
- 野方天満宮（野方一丁目）[6]
- 西鉄バス壱岐営業所（野方一丁目）[6]
- 浄土宗本願寺（野方一丁目）[6]
- 山王神社（野方二丁目）[6]
- 中村学園大学附属壱岐幼稚園（野方二丁目）[6]
- 野方団地（野方三丁目）[6]

## 史蹟
- 野方遺跡（野方五丁目、国史跡）[6]
- 生の松原